# Oxysychus callidii
Oxysychus callidii är en stekelart som först beskrevs av William Harris Ashmead 1896.  Oxysychus callidii ingår i släktet Oxysychus och familjen puppglanssteklar. Inga underarter finns listade i Catalogue of Life.